# Led Zeppelin European Tour 1971
Led Zeppelin European Tour 1971 var en konsertturné med det brittiska hårdrocksbandet Led Zeppelin i Danmark, England och Italien 1971. Den inställda konserten i Liverpool från föregående turnén spelades. Men den mest kända konserten från denna turné var spelningen i Milano. Konserten slutade i kaos när polisen kastade in tårgas på publiken.

## Låtlista
En ganska typisk låtlista med viss variation är följande:
1. "Immigrant Song" (Page, Plant)
2. "Heartbreaker" (Bonham, Jones, Page, Plant)
3. "Since I've Been Loving You" (Page, Plant, Jones)
4. "Dazed and Confused" (Page)
5. "Out On the Tiles" (Intro) (Page, Plant, Bonham)/"Black Dog" (Page, Plant, Jones)
6. "Stairway to Heaven" (Page, Plant)
7. "Going to California" (Page, Plant)
8. "That's the Way" (Page, Plant)
9. "What Is and What Should Never Be" (Page, Plant)
10. "Four Sticks" (Page, Plant)
11. "Gallows Pole" (Trditional, arr. by Page, Plant)
12. "Moby Dick" (Bonham, Jones, Page)
13. "Whole Lotta Love" (Bonham, Dixon, Jones, Page, Plant)
14. "Communication Breakdown" (Bonham, Jones, Page)
15. "Misty Mountain Hop" (Page, Plant, Jones)
16. "Rock and Roll" (Page, Plant, Jones, Bonham)

## Turnédatum
- 03/05/1971  KB-hallen - Köpenhamn
- 04/05/1971  Fyns Forum - Odense
- 10/05/1971  Liverpool University - Liverpool
- 01/07/1971  Stadion Dziesięciolecia - Warszawa
- 05/07/1971  Velodromo Vigorelli - Milano